# Beauregard-de-Terrasson
Beauregard-de-Terrasson település Franciaországban, Dordogne megyében. Lakosainak száma 706 fő (2022. január 1.). Beauregard-de-Terrasson Villac, Le Lardin-Saint-Lazare, Peyrignac, Cublac és Terrasson-Lavilledieu községekkel határos.

## Népesség
A település népességének változása:
| Lakosok száma | 436  | 575  | 653  | 685  | 716  | 729  | 703  | 684  | 681  | 706  |
|               | 1968 | 1982 | 1990 | 2006 | 2013 | 2015 | 2017 | 2019 | 2020 | 2022 |